# Mate Turić
Mate Turić, Mata CROata (Zagreb, 29. lipnja 1987.),  hrvatski akademski kipar iz Vrbovca. Najistaknutiji je hrvatski kipar mlađe generacije.

## Životopis
Rođen je u Zagrebu 1987. godine. Na Braču je završio klesarsku školu za zvanje klesarski tehničar. Na Širokom Brijegu je završio Akademiju likovnih umjetnosti na Širokom Brijegu Sveučilišta u Mostaru, stekavši zvanje magistar kiparstva i profesor likovne kulture. 
Oprostoruje reljef ističući jak simbolizam, "s malo postiže puno i ostaje rukopisno prepoznatljiv". Jedan je od rijetkih umjetnika u svjetskoj povijesti koji ima prepoznatljive skulpture u kamenu, čak i onda kad mijenja teme. Mata CROata prepoznatljiv je po svom prorezanom rukopisu – REŽI ME. Prepoznatljivi rukopis prorezanih skulptura razvio je još kao student.
Ostvario je niz zapaženih samostalnih izložbi u domovini i inozemstvu. U središtu njegove pozornosti su kipovi jedara i jedrenjaka, galioti i jahte te nešto sidara, a u zadnje vrijeme i ribe. Kipove je isklesao od raznih vrsta kamena. U radu mu je uvijek prisutno i figurativno i ne figurativno i radi u fazama od par dana do par tjedana, nakon čega iz njega izlaze zamisli. U zadnje vrijeme u opusu je u djelima sve više izvedenih nefigurativnih kipova. Uglavnom oblikuje manje i srednje velike skulpture, ali ponekad se dogodi djelo od oko 2 metra. Autor je nekoliko spomenika kamenih jedrenjaka koji se nalaze u javnim prostorima. Vrlo aktivno izlaže, barem dva puta godišnje.

Godine 2017. organizirao je izložbu Svjetlosna izložba čudesnog svijeta Mate CROate povodom Noći muzeja u svom Atelieru galeriji u Vrbovcu. Izložio je stotine skulptura i osvijetlio ih sa stotinama svijeća. Svjetlost iz svijeća obasjala mu je skulpture, a prorezi u njima su ostali tamno naglašeni.
S 29 godina ostvario je više od 30 samostalnih izložbi u kamenu, najčešće izlaže kamene jedrenjake, te u novijoj fazi počinje izlagati i ribe. Prvu samostalnu izložbu postavio je 2010. godine u Pučkom otvorenom učilištu u Imotskom. Pored ostalih izložbi, izlagao je u braniteljskom šatoru u Savskoj. Kolovoza 2015. braniteljima u Savskoj donirao je skulpturu Jedro za aukciju koju su organizirali stotopostotni invalidi koji prosvjeduju pred Ministarstvom branitelja.
Radio je na obnovi zagrebačke katedrale. Sudjelovao na međunarodnim izložbama grafika: Cadaques, Taller Galeria Fort (Španjolska), 29th Mini print international of Cadaques, Wingfield (Engleska), Pineda de Mar, Barcelona (Španjolska) i drugima.
Upravni odbor Hrvatskog društva likovnih umjetnika na elektronskoj sjednici održanoj 19. svibnja 2017. godine prihvatio je i potvrdio prijedlog Komisije za primanje i reviziju članstva koja se sastala 16. svibnja 2018. godine te na osnovi predočenih materijala i navedenih životopisnih podataka primljeni su novi članovi među kojima i Mate Turić.

## Priznanja
Hrvatska likovna kritičarka Branka Hlevnjak proglasila ga je mladim umjetnikom 2015. godine u Hrvatskoj. Iste godine Artists On Globe dodijelio mu je nagradu za najboljeg mladog umjetnika u Hrvatskoj za 2015. godinu. Portal Akademija Art ga predstavlja kao kipara koji je ispred svog vremena.

## Vanjske poveznice
- Osobne stranice Mate CROate